# Ferenc Kocsis (1891)
Ferenc Kocsis (29 giugno 1891 – 26 dicembre 1955) è stato un calciatore ungherese, di ruolo centrocampista.

## Carriera
Conta 1 presenza nella Nazionale ungherese, conseguita nel 1915.